# Madame (2017)
Madame ist eine französische Filmkomödie aus dem Jahr 2017. Regie führte Amanda Sthers, die auch das Drehbuch schrieb.

## Handlung
Anne und Bob Fredericks wohnen in einem Stadtpalais in Paris. Weil das Geld knapp wird, muss Bob ein wertvolles Gemälde von Caravaggio verkaufen. Deshalb wird der Kunsthändler David Morgan mit weiteren Gästen zu einem opulenten Abendessen eingeladen. Als Anne feststellt, dass für 13 Personen gedeckt worden ist, lässt sie ein weiteres Gedeck auflegen und überredet ihr Kindermädchen Maria, beim Essen als „Gast“ dabei zu sein. Sie solle wenig reden und noch weniger trinken. Marias Tischnachbar David – dem Bobs Sohn Steven erzählt hatte, Maria sei eine spanische Adelige – verliebt sich in Maria. Diese spricht dem guten Wein zu und unterhält die Runde mit einem anzüglichen Witz. Anne schickt sie vorzeitig in ihre Dienstbotenkammer.
David bombardiert Maria mit SMS-Nachrichten, lädt sie ins Kino ein und geht mit ihr in Restaurants essen. Maria war noch nie so glücklich. Anne kann gar nicht fassen, dass David ihre Maria in ihr eigenes Lieblingsrestaurant ausführt, und will ihn darüber aufklären, dass Maria nur ihre Hausangestellte und Kindermädchen ist. Bob hält sie jedoch zurück, weil er erst den Verkauf des Bildes hinter sich bringen will.
Bobs Sohn, der Schriftsteller ist, beginnt einen neuen Roman, der die bisherige Handlung zum Inhalt hat.
Während einer Landpartie treffen David und Maria auf das Ehepaar Fredericks. Notgedrungen behauptet Anne, Maria sei eine alte Freundin von ihr. Als das Bild verkauft und die finanzielle Situation gerettet ist, klärt Anne David anscheinend über die Herkunft Marias auf und deren Telefon bleibt danach stumm. Um Maria vollends zu demütigen, lässt sie Maria den Tee zu einem Gespräch zwischen ihr und David bringen. Dieser bemerkt seine ehemalige Geliebte nicht.
David empfiehlt Bobs Sohn ein Happy End für seinen Roman.
Maria verlässt das Haus der Fredericks. Sie ist elegant gekleidet, trägt nur eine kleine Tasche bei sich und lächelt.

## Produktion und Veröffentlichung
Madame, nach Je vais te manquer die zweite Regiearbeit von Amanda Sthers, wurde in Paris ab dem 20. Juli 2016 innerhalb von sechs Wochen abgedreht. Obwohl der Film von Studiocanal und weiteren französischen Gesellschaften produziert wurde, ist die Originalsprache des Films Englisch.
Madame wurde erstmals im Juni 2017 auf dem Zurich Film Festival und dem Sydney Film Festival vorgestellt.

## Kritiken
Die Filmkritik von Julia Dettke (Die Zeit) trägt den Untertitel: „Der Film Madame macht die Arroganz der Oberschicht sehr witzig zur klassenpolitischen Frage.“
Der Film suche – im Gewand der Komödie – die Konfrontation mit dem Zuschauer, indem er sich vor allem über scheinheilige Toleranz und Offenheit lustig mache und bezeichnet den Film als „eine schöne, böse kleine Filmperle“.
Die Neue Zürcher Zeitung schreibt: „Die Pariserin Amanda Sthers inszeniert einen Kampf der Kulturen, Klassen, Generationen und Geschlechter, in dem die brutalsten Schlachten zwischen Frauen ausgefochten werden.“ Trotz guter Darsteller mache die Regisseurin aber zu wenig aus ihrem Material.
Auf Filmstarts.de heißt es: „Die Filmemacherin greift in „Madame“ klassische Märchenmotive auf und entlarvt die Oberschicht als nach außen makellose, nach innen dafür umso hässlichere Gesellschaft, die den materiell unterlegenen „einfachen Leuten“ auf menschlicher Ebene deutlich hinterherhinkt. Mit spitzfindigen Beobachtungen und doppelbödigen Dialogen schlägt Sthers aus der Prämisse satirische Funken und macht aus „Madame“ eine kurzweilige Tragikomödie.“